# Ca' Farsetti
Ca' Farsetti ili Palazzo Dandolo Farsetti je romanička palača na Kanalu Grande u venecijanskom sestieru San Marco, pored Rialta.
U njoj je danas zajedno sa susjednom palačom Ca' Loredan, gradska uprava Venecije.

## Povijest
Prvobitnu palaču od samo dva kata, podigao je između 1200. – 1209. Renier Dandolo sin dužda Enrica Dandola. To je bila tipična venecijanska građevina onog vremena, imala je portego d'acqua (portik) u prizemlju za laki ukrcaj za istovar i robe iz brodica s kanala, loggiu na prvom katu, rasčlanjenu s 15 romaničkih lukova i mezaninom iznad toga.
Venecijanski prokurator Federigo Contarini, kupio je palaču 1440. i dogradio joj kat. 
Oko 1670. palača je došla u posjed porodice Farsetti, čije ime danas nosi. Jedan od članova obitelji Filippo Farsetti (1704. – 1774.), bio je veliki kolekcionar umjetnina, on je svoju kolekciju otvorio za javnost 1755. i tako pokrenuo važni umjetnički centar 18. stoljeća Akademiju Farsetti. Na početku 19. stoljeća palača je pretvorena u hotel, koji je radio sve do 1826. kad je palaču kupio grad Venecija, za sjedište svoje administracije.
Rekonstrukciju palače izveo je arhitekt Federigo Berchet.

## Vanjske poveznice
- (engl.) Ca' Farsetti Palace, sa portala Venice.jc-r